# Xenicola superba
Xenicola superba är en insektsart som först beskrevs av Brunner von Wattenwyl 1891.  Xenicola superba ingår i släktet Xenicola och familjen vårtbitare. Inga underarter finns listade i Catalogue of Life.